# HD 156846 b
HD 156846 b는 뱀주인자리 방향으로 지구로부터 약 160 광년 떨어진 곳에 있는 외계 행성이다. 모항성은 태양과 비슷하지만 조금 더 뜨거운 HD 156846이다. b는 발견된 외계 행성들 중 이심률이 매우 큰 축에 든다(e=0.8472). 이처럼 궤도가 심하게 왜곡된 이유로 동반성 적색 왜성의 존재를 들고 있다. 항성으로부터의 평균 거리는 약 0.99 천문단위로 지구와 거의 비슷하다. 그러나 실제로는 가까워지면 약 0.15 천문단위, 멀어지면 얏 1.83 천문단위까지 차이가 난다. 1 공전 주기는 약 360 일이다. 질량은 최소 목성의 10.45배로, 궤도 경사각에 따라 이 천체는 행성이 아니라 갈색 왜성일 가능성이 있다.

## 같이 보기
- HD 4113 b

## 참고 문헌
- (영어) Tamuz 연구진 (2008). “The CORALIE survey for southern extra-solar planets XV. Discovery of two eccentric planets orbiting HD 4113 and HD 156846”. 《Astronomy and Astrophysics》 480: L33–L36. doi:10.1051/0004-6361:20078737.